# Hyehwa (métro de Séoul)
Hyehwa (hangeul : 혜화 ; hanja : 惠化, sous nommée Seoul National University Hospital) est une station de passage de la ligne 4 du métro de Séoul. Elle est située au 110 Daehak-ro, quartier Myeongryun-dong 4-ga, dans l'arrondissement Jongno-gu de Séoul, en Corée du Sud.
Ouverte en 1985, elle est desservie par les rames omnibus et express, qui circulent sur la ligne 4.

## Situation sur le réseau

Plan du réseau (2023)

Établie en souterrain, la station Hyehwa, est une station de passage de la ligne 4 du métro de Séoul : elle est située entre la station Université de Hansung, en direction du terminus nord-est Jinjeop, et la station Dongdaemun en direction du terminus sud-est Oido,.

## Histoire
La station souterraine Hyehwa est mise en service, sur la ligne 4 du métro de Séoul, le 18 octobre 1985 lors de l'ouverture à l'exploitation, des 16,4 km, de Université de Hansung au nouveau terminus Sadang.

## Services aux voyageurs

### Accès et accueil
Station souterraine de passage, au 110 Daehak-ro, quartier Myeongryun-dong 4-ga. Il y a quatre bouches, numérotées de 1 à 4, établies de part et d'autre de la Daehak-ro. Elle est équipée d'escaliers, escaliers mécaniques et ascenseurs pour les cheminements entre la station en sous-sol et les bouches en surface. Elle dispose notamment de billetteries avec des automates pour l'acquisition de titres de transports.

### Desserte
Mia est desservie par les rames omnibus et express, qui circulent sur la ligne 4. La station souterraine est aménagée avec deux quais latéraux équipés de portes palières.

Installations
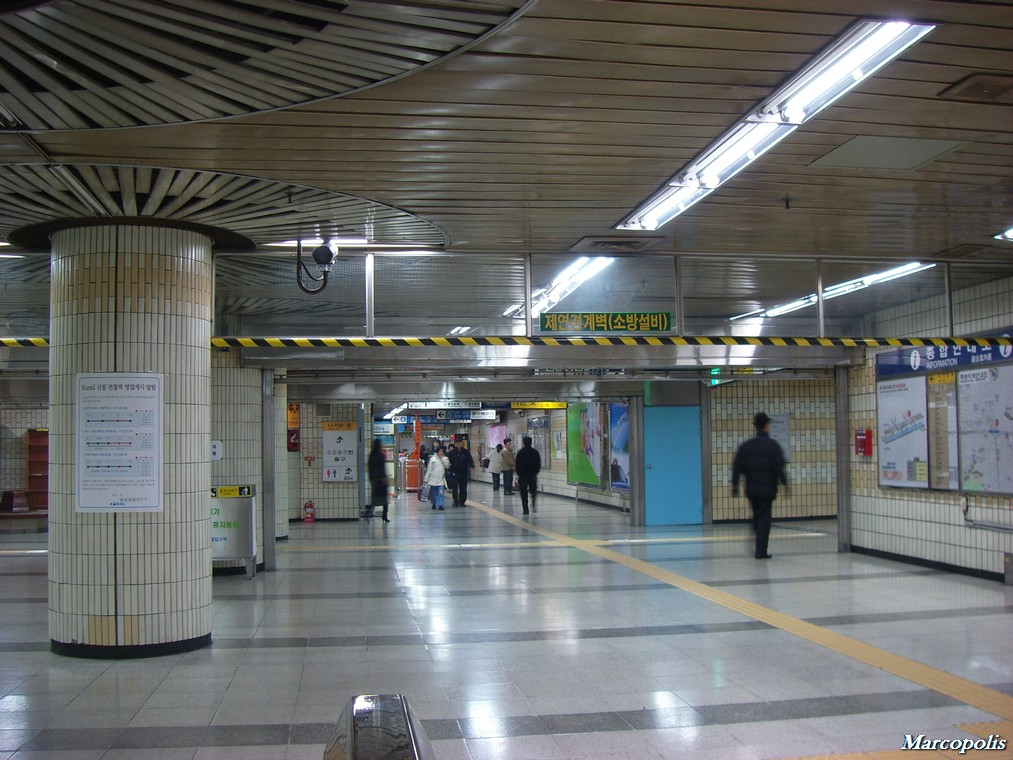
En 2008.
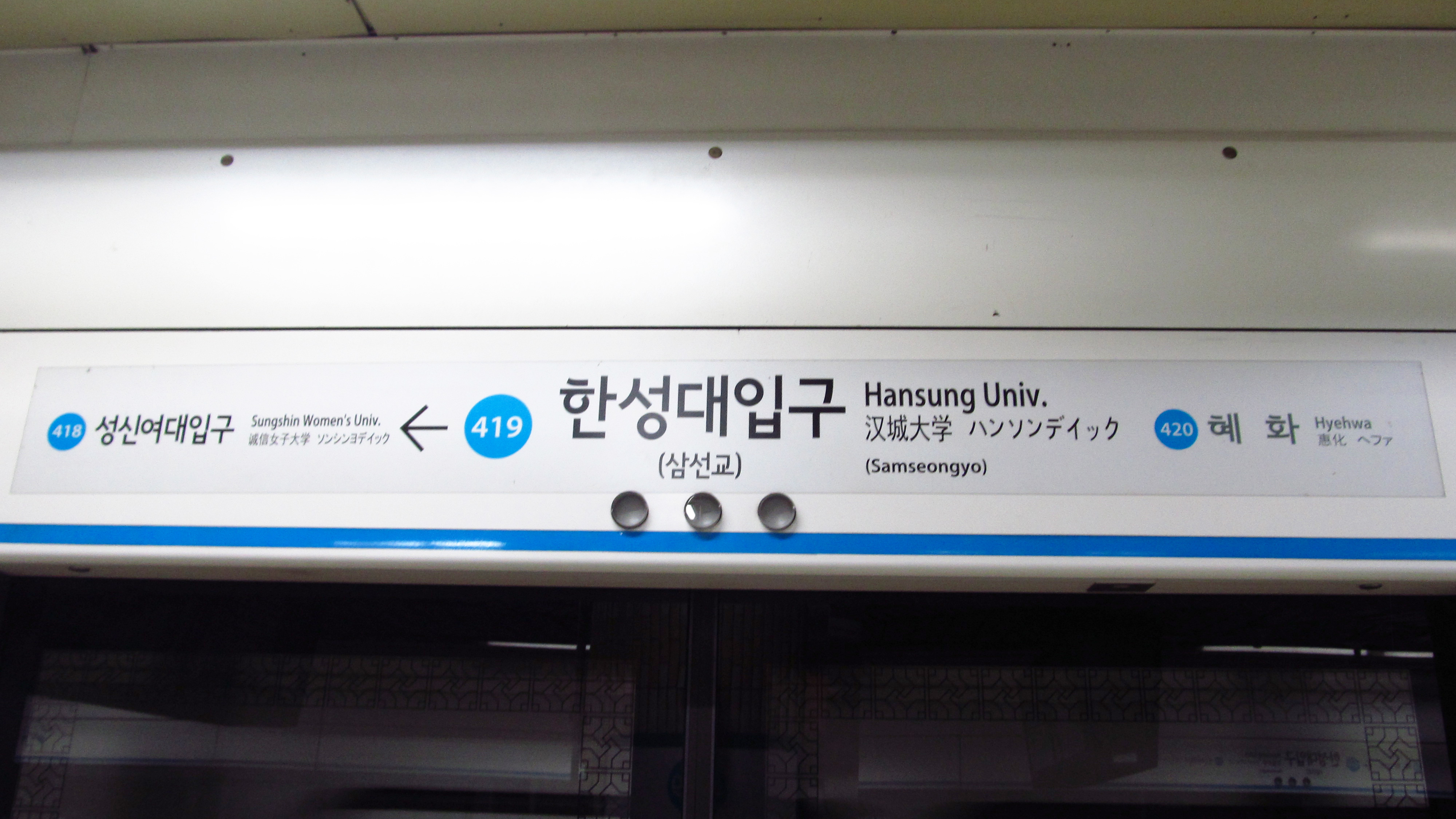
En 2018.
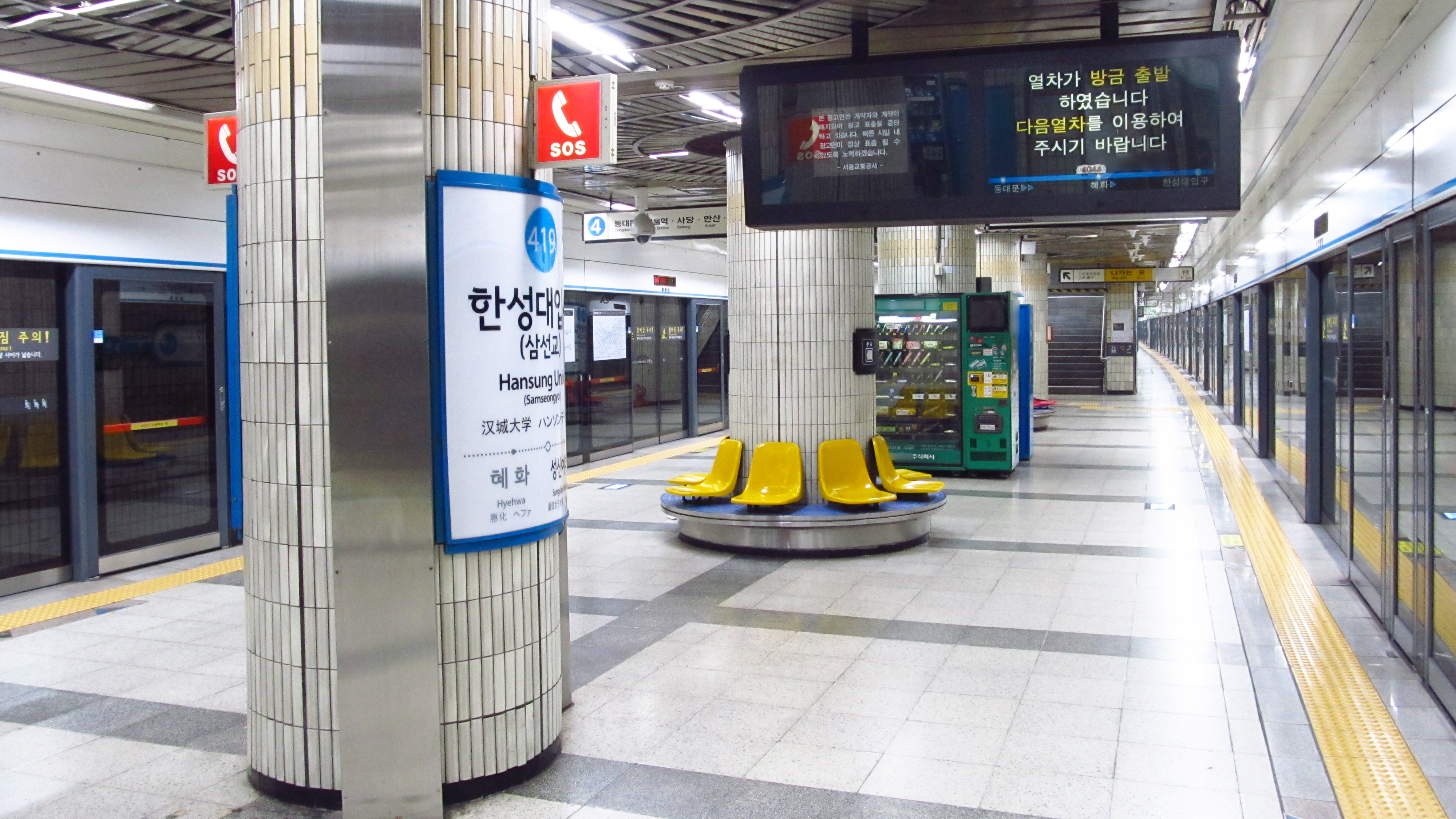
En 2018.

### Intermodalité
Des arrêts de bus sont établis sur la voie routière desservie par les bouches du métro.